# Mentheae
Tribu
Les Mentheae sont une tribu de plantes à fleurs, de la famille des Lamiacées (sous-famille des Népétoïdées).
Le genre type est Mentha L.

## Liste des sous-tribus
Lycopinae – Menthinae – Nepetinae – Prunellinae – Salviinae

## Publication originale
- Dumortier B.C.J., 1827. Florula Belgica, opera majoris prodromus. 172 pp., Casterman, Tornacum Nerviorum. page : 48.